# Старокрайчиково
Старокра́йчиково (рос. Старокрайчиково) — село у складі Первомайського району Алтайського краю, Росія. Входить до складу Акуловської сільської ради.

## Населення
Населення — 187 осіб (2010; 157 у 2002).
Національний склад (станом на 2002 рік):
- росіяни — 83 %